# Dorothy Dell
Dorothy Dell (30 januari 1915 – 8 juni 1934), geboren als Dorothy Dell Goff, was een Amerikaans actrice.

## Biografie
Dell werd geboren in Hattiesburg en bracht haar jeugd door in New Orleans. Ze deed al mee aan miss-verkiezingen toen ze nog een baby was en ze werd uitgeroepen tot de 'mooiste baby van Hattiesburg' toen ze dertien maanden oud was.
Ze werd voor het eerst opgemerkt toen ze in 1930, op 15-jarige leeftijd, 'Miss New Orleans' werd. Vanwege haar succes in de media, kreeg ze de mogelijkheid de vaudeville in te gaan en ging ze mee op een zes maanden durende tour.
In 1931 verhuisde ze naar New York en in dat jaar werkte ze van 1 juli tot en met 21 november aan de Broadwayproductie van Ziegfeld Follies, waarin ze meezong in het liedje "Was I Drunk?". 
Daarna was ze van 1 juni 1933 tot en met 24 juni 1933 ook op Broadway te zien in de musical Tattle Tales. Rond deze tijd kreeg ze veel aandacht van de media, vanwege haar relatie met Russ Colombo. Er gingen geruchten rond dat ze een huwelijk hadden, maar dit werd echter nooit bevestigd.
In 1932 was Dell in de korte film Passing the Buck te zien en kreeg ze in 1933 een contract bij Paramount Pictures. Hiervoor verhuisde ze naar Hollywood. In 1934 werd haar eerste film Wharf Angel uitgebracht. Ze speelde hierin de rol van Toy. Andere kandidaten voor de filmrol, waren onder andere Mae Clarke en Isabel Jewell. Dell kreeg lovende kritieken, waardoor Paramount Pictures overwoog om van Dell een ster te maken.
Na Wharf Angel was ze naast Shirley Temple en Adolphe Menjou te zien in Little Miss Marker. Ze zong drie liedjes in de film: "Low Down Lullaby", "Laugh You Son of a Gun" en "I'm a Black Sheep Who's Blue".
Nadat ze in 1934 ook als Lily Raquel in de musical Shoot the Works was te zien, werd ze vergeleken met sterren als Mae West. Ze zong het liedje "With My Eyes Wide Open, I'm Dreaming" voor de film. Dit liedje werd een enorm succes.
Hierna zou zij tegenover Shirley Temple en Gary Cooper spelen in de romantische dramafilm Now and Forever, maar op 8 juni 1934 verliet zij een feest in Altadena en ging samen met dokter Carl Wagner (waar zij op dat moment een relatie mee had) in haar auto onderweg naar Pasadena. Wagner bestuurde de auto en onderweg reden zij tegen een telefooncel, waarna Dell onmiddellijk kwam te overlijden en Wagner enkele uren later overleed. 
Dell werd slechts negentien jaar oud en werd begraven op de Metairie Cemetery in New Orleans.
Haar rol in "Now and Forever" ging naar actrice Carole Lombard, deze film werd vervolgens Lombards doorbraak.

## Filmografie
- 1932:Passing the Buck (korte film)
- 1934:Wharf Angel
- 1934:Little Miss Marker
- 1934:Shoot the Works

- Bibliothèque nationale de France: cb15557406m (data)
- Gemeinsame Normdatei: 1285013395
- International Standard Name Identifier: 0000 0001 1606 5704
- Library of Congress Control Number: no89011698
- Virtual International Authority File: 22454218
- WorldCat: E39PBJrCdd4td89tKWCcgfY773